# Campeonato FIBA Oceanía Femenino
El Campeonato FIBA Oceanía Femenino es el campeonato de baloncesto femenino del continente Oceanía, se llevan a cabo cada dos años organizado por la FIBA Oceanía, representante del continente oceánico de la Federación Internacional de Baloncesto (FIBA). El primer campeonato se celebró en 1974 y ha sido regularmente disputado cada dos años desde 2001. La competición también sirve como torneo clasificatorio para los Juegos Olímpicos y la Copa Mundial.
Cuando solo Australia y Nueva Zelanda compiten, el campeonato es generalmente a dos partidos, repechaje de ida y vuelta entre los dos países, con puntuación total como modo de desempate en caso de que los países dividan la serie. Si otras selecciones compiten, se emplea un sistema de todos contra todos y una fase eliminatoria.

## Resultados
Resultados resaltados en azul son Preolímpico y los demás son Premundiales.
Como país anfitrión de los Juegos Olímpicos de 2000 en Sídney, Australia ganó la clasificación automática para los Juegos Olímpicos. La retirada de la Samoa Americana significó que Nueva Zelanda ganó el torneo de 1999 por ser el único participante. En consecuencia, el clasificado de FIBA Oceanía en los Juegos Olímpicos de Sídney 2000 fue Nueva Zelanda.
| Año           | Sede                                           | Series de clasificación | Series de clasificación | Series de clasificación                   | Series de clasificación                   | Series de clasificación | Bronce                       |
| Año           | Sede                                           | Oro                     | Partido 1               | Partido 2                                 | Partido 3                                 | Plata                   | Bronce                       |
| ------------- | ---------------------------------------------- | ----------------------- | ----------------------- | ----------------------------------------- | ----------------------------------------- | ----------------------- | ---------------------------- |
| 1974 Detalles | Australia (Melbourne & Sídney)                 | Australia               | 69 - 42                 | 72 - 44                                   | 75 - 55                                   | Nueva Zelanda           | Solo compitieron dos equipos |
| 1978 Detalles | Nueva Zelanda (Dunedin, Wellington & Auckland) | Australia               | 68 - 37                 | 63 - 33                                   | 89 - 32                                   | Nueva Zelanda           | Solo compitieron dos equipos |
| 1982 Detalles | Australia (Frankston, Coburg & Melbourne Este) | Australia               | 66 - 46                 | 64 - 32                                   | 85 - 55                                   | Nueva Zelanda           | Solo compitieron dos equipos |
| 1985 Detalles | Australia (Melbourne)                          | Australia               | 63 - 36                 | 62 - 43                                   | N/A                                       | Nueva Zelanda           | Solo compitieron dos equipos |
| 1989 Detalles | Nueva Zelanda                                  | Australia               | 93 - 45                 | 107 - 59                                  | 80 - 38                                   | Nueva Zelanda           | Solo compitieron dos equipos |
| 1993 Detalles | Nueva Zelanda (Auckland)                       | Nueva Zelanda           | 120 - 56                | 106 - 61                                  | 120 - 58                                  | Samoa Oeste             | Solo compitieron dos equipos |
| 1995 Detalles | Australia (Sídney)                             | Australia               | 89 - 44                 | 79 - 45                                   | N/A                                       | Nueva Zelanda           | Solo compitieron dos equipos |
| 1997 Detalles | Nueva Zelanda (Palmerston North y Wellington)  | Australia               | 99 - 61                 | Un partido eliminatorio por el campeonato | Un partido eliminatorio por el campeonato | Nueva Zelanda           | Nueva Caledonia              |
| 2001 Detalles | Nueva Zelanda (Invercargill & Christchurch)    | Australia               | 97 - 61                 | 102 - 55                                  | N/A                                       | Nueva Zelanda           | Solo compitieron dos equipos |
| 2003 Detalles | Australia (Launceston & Davenport)             | Australia               | 69 - 55                 | 84 - 61                                   | N/A                                       | Nueva Zelanda           | Solo compitieron dos equipos |
| 2005 Detalles | Nueva Zelanda (Palmerston, Napier & Auckland)  | Australia               | 77 - 51                 | 75 - 67                                   | 67 - 38                                   | Nueva Zelanda           | Solo compitieron dos equipos |
| 2007 Detalles | Nueva Zelanda (Dunedin)                        | Australia               | 87 - 46                 | Un partido eliminatorio por el campeonato | Un partido eliminatorio por el campeonato | Nueva Zelanda           | Fiyi                         |
| 2009 Detalles | Australia (Canberra) Nueva Zelanda (Dunedin)   | Australia               | 98 - 48                 | 97 - 57                                   | Eliminatoria a dos partidos               | Nueva Zelanda           | Solo compitieron dos equipos |
| 2011 Detalles | Australia (Melbourne, Brisbane & Sídney)       | Australia               | 77 - 64                 | 92 - 73                                   | 82 - 57                                   | Nueva Zelanda           | Solo compitieron dos equipos |
| 2013 Detalles | Nueva Zelanda (Auckland) Australia (Canberra)  | Australia               | 66 - 50                 | 84 - 66                                   | Eliminatoria a dos partidos               | Nueva Zelanda           | Solo compitieron dos equipos |
| 2015 Detalles | Australia (Melbourne) Nueva Zelanda (Tauranga) | Australia               | 61 - 41                 | 80 - 63                                   | Eliminatoria a dos partidos               | Nueva Zelanda           | Solo compitieron dos equipos |

## Tabla de medallas
| Núm. | País            | Oro | Plata | Bronce | Total |
| ---- | --------------- | --- | ----- | ------ | ----- |
| 1    | Australia       | 15  | 0     | 0      | 15    |
| 2    | Nueva Zelanda   | 1   | 15    | 0      | 16    |
| 3    | Samoa           | 0   | 1     | 0      | 1     |
| 4    | Fiyi            | 0   | 0     | 1      | 1     |
| 4    | Nueva Caledonia | 0   | 0     | 1      | 1     |